# 3e méridien est
Pour les articles homonymes, voir 3e méridien.
En géographie, le 3e méridien est est le méridien joignant les points de la surface de la Terre dont la longitude est égale à 3° est.

## Géographie

### Dimensions
Comme tous les autres méridiens, la longueur du 3e méridien correspond à une demi-circonférence terrestre, soit 20 003,932 km. Au niveau de l'équateur, il est distant du méridien de Greenwich de 334 km,.
Avec le 177e méridien ouest, il forme un grand cercle passant par les pôles géographiques terrestres.

### Régions traversées
En commençant par le pôle Nord et descendant vers le sud au pôle Sud, le 3e méridien est passe par: :
| Coordonnées         | Pays, Territoire ou mer | Notes                                                                                          |
| ------------------- | ----------------------- | ---------------------------------------------------------------------------------------------- |
| 90° 00′ N, 3° 00′ E | Océan Arctique          |                                                                                                |
| 81° 29′ N, 3° 00′ E | Océan Atlantique        |                                                                                                |
| 61° 00′ N, 3° 00′ E | Mer du Nord             |                                                                                                |
| 51° 16′ N, 3° 00′ E | Belgique                |                                                                                                |
| 50° 46′ N, 3° 00′ E | France                  | Passe juste à l'ouest de Lille (à 50° 38′ N, 3° 03′ E) et par Narbonne (à 43° 11′ N, 3° 00′ E) |
| 42° 29′ N, 3° 00′ E | Espagne                 |                                                                                                |
| 41° 46′ N, 3° 00′ E | Mer Méditerranée        |                                                                                                |
| 39° 55′ N, 3° 00′ E | Espagne                 | Île de Majorque                                                                                |
| 39° 18′ N, 3° 00′ E | Mer Méditerranée        | Passe juste à l'est de l'île de Cabrera, Espagne                                               |
| 36° 49′ N, 3° 00′ E | Algérie                 | Passe juste à l'est d'Alger                                                                    |
| 19° 56′ N, 3° 00′ E | Mali                    |                                                                                                |
| 15° 21′ N, 3° 00′ E | Niger                   |                                                                                                |
| 12° 16′ N, 3° 00′ E | Bénin                   |                                                                                                |
| 9° 04′ N, 3° 00′ E  | Nigeria                 |                                                                                                |
| 6° 24′ N, 3° 00′ E  | Océan Atlantique        | Passe juste à l'est de Île Bouvet, Norvège                                                     |
| 60° 00′ S, 3° 00′ E | Océan Austral           |                                                                                                |
| 69° 57′ S, 3° 00′ E | Antarctique             | Terre de la Reine-Maud, revendiqué par la Norvège                                              |